# 사물지능 사고력
사물지능 사고(AIoT Thinking)는 인공지능 융합 사고(AI Convergence Thinking)라고 할 수 있으며, "인공지능의 개념과 인공지능이 융합된 사물지능 시스템을 활용하여 문제를 정의하고 솔루션을 도출하여 구현하는 데 필요한 사고(이재진, 2020)"이며, 사고 역량은 사물지능 사고력 또는 인공지능 융합 사고력이다. 여기에서 사물지능 시스템의 사물은 물리적 사물, 디지털 사물, 생물학적 존재를 총칭한다.

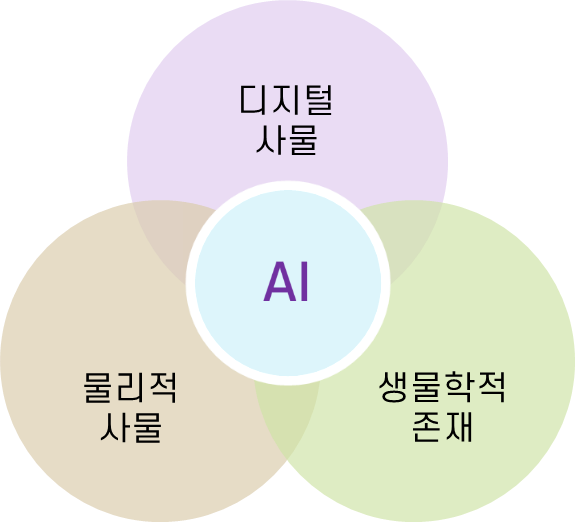
AIoT 3 Things(이재진, 2020)

인공지능 융합 사고력의 개발에 필요한 구성 요소(Components)를 AIoT 개념을 토대로 정리하면, 주요 영역은 지능화로 볼 수 있으며, 요소는 6가지로 나누어 볼 수 있다. 구체적으로는 탐색, 추론, 학습, 인지, 소통, 작용 등이다.

## 사고력
사고(思考): 사물의 이치를 파고들어 깊이 생각함. 어떠한 문제를 해결하기 위한 일련의 내적 행위나 관념의 과정. 목표에 이르는 방법을 찾으려고 하는 정신 활동이다. 
사고력은 컴퓨팅 사고력과 사물지능 사고력으로 나눌 수 있다. 컴퓨팅 사고력은 추상화와 자동화 부분을 담당하며, 사물지능 사고력은 지능화 부분과 관련된다.
- 추상화(Abstraction): 자료 수집과 분석 후 문제를 분해하여 해결에 필요한 모델을 설계하는 사고 과정
- 자동화(Automation): 알고리즘을 구현하고 확인하여 성과를 높일 수 있도록 자원을 구성하는 사고 과정
- 지능화(Intelligence): 학습기반의 지능적인 프로그램을 개발하고 사물지능 시스템을 구성하는 사고 과정

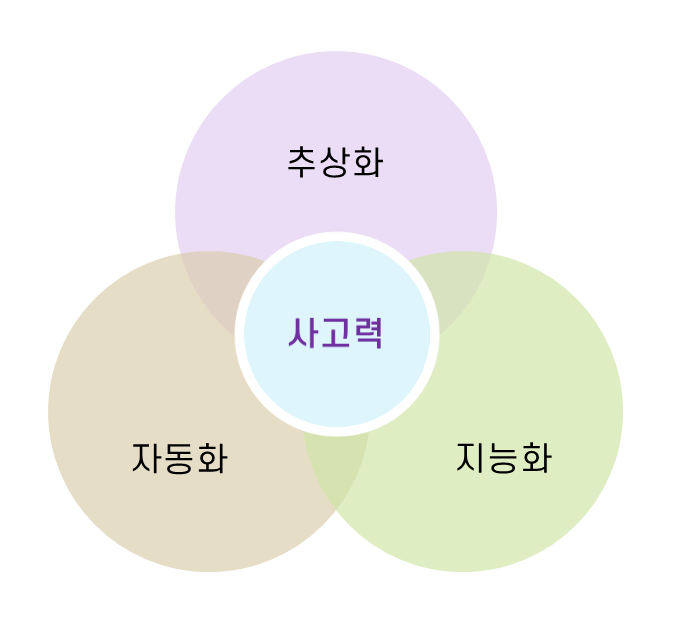
사고력 요소(이재진, 2020)

## 탄생 배경
우리는 어떤 문제를 해결하기 위해 컴퓨터 과학의 근본 개념이나 소프트웨어, 컴퓨팅 시스템, 그리고 인공지능을 탑재한 물리적 또는 디지털 사물 등을 이용한다. 또한, 이들을 활용하여 세상에 없었던 자신만의 아이디어를 손쉽게 구현하여 보여주는 것도 가능하게 된다. 요컨대, 컴퓨터에게 계산을 시키고 인공지능 로봇에게 업무를 지시하여 생산성을 높이거나 가치를 창출한다. 이러한 현상은 IT 기반의 3차 산업혁명과 AIoT 기반의 4차 산업혁명의 시기에 두드러진 현상이며 비즈니스의 경쟁 우위와 고부가가치 창출의 원천이 되고 있다.
바야흐로 컴퓨터나 로봇이 일을 더 잘하도록 할 수 있는 능력이 경쟁력이자 4차 산업혁명의 융합시대를 살아가는데 필요한 기본적인 소양이 되어 가고 있다. 즉, 컴퓨터나 로봇이 이해할 수 있는 언어로 소프트웨어나 인공지능을 만들고 적용하여 해결책을 구현할 수 있는 역량이 필요하다. 이 역량을 우리는 “컴퓨팅 사고력과 사물지능 사고력”으로 정의하며, 이들 역량을 개발하여 4차 산업혁명의 융합시대에 새로운 가치를 창출할 수 있는 “창의·융합형 인재”를 양성하는 것을 목표로 한다.

## 역량기반 교육
우리는 3차 산업혁명의 시대에 높은 성과를 내는 요소로 컴퓨팅 사고력의 중요성을 알았고, 지식과 정보를 중심으로 많은 가치창출을 해왔다. 그런데, 인공지능을 중심으로 한 4차 산업혁명의 시대가 발전하고 그동안의 지식기반 교육의 한계가 드러남에 따라, 인공지능 원리를 활용한 문제해결과 이를 더욱 촉진할 수 있는 역량기반 교육이 필요하게 되었다.
- 지식기반 교육: 지식의 습득을 목적으로 하는 교육으로 지식의 종류와 양을 평가
- 역량기반 교육: 역량의 개발을 목적으로 하는 교육으로 지식, 기술, 태도 등이 발휘되는 과정을 평가

## 컴퓨팅 사고력
컴퓨팅 사고력의 용어는 지넷 윙(Jeannette M. Wing) 교수가 2006년도에 논문“Computational Thinking”에서 처음으로 사용한 용어이다. 지넷 윙은 이 논문에서 “컴퓨터 과학의 기본 개념을 활용하여 문제를 해결하고 시스템을 디자인하며 사람의 행태를 이해하는 사고 과정 일체”라고 정의하였다.
우리나라의 경우 2015 개정된 교육과정에서 교육부는 컴퓨팅 사고력을 “컴퓨터 과학의 기본 개념과 원리 및 컴퓨팅 시스템을 활용하여 실생활과 다양한 학문 분야의 문제를 이해하고 창의적으로 해법을 구현하여 적용할 수 있는 능력”으로 규정하고 소프트웨어 교육을 실시하고 있다. 참고로 저자는 컴퓨팅 사고력을 AIoT BoK(이재진, 2020)에서 “컴퓨터 과학의 개념과 컴퓨팅 시스템을 활용하여 문제를 정의하고 솔루션을 도출하여 구현하는 데 필요한 사고 역량”으로 좀 더 단순화하여 사용하고 있다.

우리는 컴퓨팅 사고력 개발에 필요한 구성 요소(Components)를 문헌 연구와 전문가 자문을 토대로 정리하여 추천한다. 컴퓨팅 사고력의 주요 영역은 추상화와 자동화로 볼 수 있으며 추상화의 6가지 요소와 자동화의 3가지 요소로 나누어 볼 수 있다. 구체적으로는 자료 수집, 자료 분석, 자료 표현, 문제 분해, 추상화, 알고리즘, 자동화, 시뮬레이션, 병렬화 등이다.